# 伊莉莎白 (電影)
《伊莉莎白》（英語：Elizabeth）是一部1998年的英國歷史電影，由錫哈·加培執導，凱特·布蘭琪主演。電影以16世紀的英格蘭為背景，描繪年輕伊莉莎白，如何成為都鐸王朝的最後一位君主。

## 劇情
伊莉莎白（凱特·布蘭琪飾）繼承一個積弱的英國，靠老臣威廉（李察·艾登堡祿飾）及青梅竹馬情人羅拔（Joseph Fiennes飾）輔弼，威廉力勸伊莉莎白下嫁法蘭西或西班牙皇族以保江山，但伊莉莎白芳心已許羅拔。法蘭西皇后向蘇格蘭出兵，英軍大敗。伊莉莎白終認清自己的權力，重用情報大臣法蘭西斯·華爾辛漢（杰弗里·拉什飾），將權臣逐一清除……。

## 演員
- 凱特·布蘭琪 飾 伊丽莎白一世
- 杰弗里·拉什 飾 法蘭西斯·華爾辛漢
- 基斯杜化·艾克斯頓 飾 第四代诺福克公爵，湯瑪斯·霍華德（英语：Thomas Howard, 4th Duke of Norfolk）
- Joseph Fiennes 飾 第一代萊斯特伯爵，羅伯特·達德利
- Kathy Burke 飾 瑪麗一世
- George Yiasoumi 飾 腓力二世
- Emily Mortimer 飾 Kat Ashley（英语：Kat Ashley）
- Edward Hardwicke 飾 第19代阿倫德爾伯爵，亨利·弗茲阿倫（英语：Henry FitzAlan, 19th Earl of Arundel）
- 丹尼尔·克雷格 飾 約翰·巴拉德（英语：John Ballard）
- 詹姆士·弗萊恩 飾 Alvaro de la Quadra
- Kelly Macdonald 飾 萊蒂斯·諾利斯（英语：Lettice Knollys）
- Angus Deayton 飾 財政大臣Waad
- Wayne Sleep 飾 舞蹈教師
- 李察·艾登堡祿 飾 第一代伯利男爵，威廉·塞西爾
- 约翰·吉尔古德 飾教宗庇護五世
- 芬妮·亞當 飾 玛丽·德·吉斯
- 凡松·卡塞 飾 安茹公爵
- 埃里克·坎通纳 飾 de Foix先生

## 關於伊莉莎白
伊莉莎白一世（Elizabeth I，1533年9月7日－1603年3月24日），英國女王(1558年－1603年)。英王亨利八世與其妻安妮·博林之女。生於倫敦附近格林威治。1553年愛德華六世去世後與同父異母的姊姊瑪麗一起反對琴·格蕾郡主與諾森伯蘭公爵。但她信奉新教引起瑪麗的疑懼，藉口她牽涉1554年環亞特叛國案而將其下獄。
她於瑪麗女王死後即位。她感到要當英國女王就必須信奉新教，所以正式建起聖公會教堂。她還和法國、蘇格蘭合作，幫助這些國家的新教徒，從而加強了自己的勢力。蘇格蘭女王瑪麗也落入她的手掌中，並被囚禁而引起了英國天主教不斷陰謀反抗。1586年她察覺瑪麗陰謀後簽署死刑執行令，將瑪麗處死。後來又繼續迫害天主教徒，激起眾怒。西班牙國王腓力二世於1588年率領「無敵艦隊」進攻英格蘭，但被擊退。
1603年伊莉莎白崩於里奇蒙宮。
在女王的交往中，只有萊斯特伯爵達德利最得她的歡心。達德利死後女王悲痛欲絕。若非女王顧問塞希爾苦諫，女王本會與達德利結成佳偶。
伊莉莎白一世性格坚强，人稱「童貞女王」，頗得臣民愛戴，後被人作為作為「天佑女王」稱頌。她在政時期使英國進入強國之林。

## 獎項

### 獲獎
- 第71屆奧斯卡金像獎最佳化妝：Jenny Shircore
- 金球奖最佳女主角：凱特·布蘭琪
- 第3屆廣播影評人協會獎最佳女主角：凱特·布蘭琪
- 芝加哥影評人協會最佳女主角：凱特·布蘭琪
- 第70屆國家評論協會獎最佳導演：Shekhar Kapur
- 多倫多影評人協會獎最佳女主角：凱特·布蘭琪
- 拉斯維加斯影評人協會獎最具潛力女演員：凱特·布蘭琪
- 倫敦影評人協會獎最佳女主角：凱特·布蘭琪
- 衛星獎電影類最佳女主角：凱特·布蘭琪
- 東南影評人協會獎最佳女主角：凱特·布蘭琪
- 英国电影学院奖─
  - 最佳英国电影
  - 最佳女主角：凱特·布蘭琪
  - 最佳男配角：杰弗里·拉什
  - 最佳摄影：Remi Adefarasin
  - 最佳化妆：Jenny Shircore
  - 最佳配乐：David Hirschfelder

### 提名
- 第71屆奧斯卡金像獎─
  - 最佳影片
  - 最佳原創劇本：David Hirschfelder
  - 最佳女主角：凱特·布蘭琪
  - 最佳藝術指導：Peter Howitt、John Myhre
  - 最佳攝影：Remi Adefarasin
  - 最佳服裝設計：Alexandra Byrne
  - 最佳化妝：Jenny Shircore
- 第56屆金球奖最佳导演：錫哈·加培（英语：Shekhar Kapur）
- 第3屆廣播影評人協會獎最佳影片
- 英国电影学院奖─
  - 最佳影片
  - 最佳原創劇本：Michael Hirst
  - 最佳服装设计：Alexandra Byrne
  - 最佳剪辑：Jill Bilcock
  - 最佳艺术指导：John Myhre

## 外部連結
- 互联网电影数据库（IMDb）上《Elizabeth》的资料（英文）
- 豆瓣电影上《伊莉莎白》的資料 （简体中文）
- 爛番茄上《伊莉莎白》的資料（英文）
- AllMovie上《Elizabeth》的资料（英文）